# Fondsbørsmeddelelse
En fondsbørsmeddelelse er et telegram udsendt af et aktieselskab, der er noteret på Københavns Fondsbørs. Fondsbørsmeddelelser indeholder oplysninger om virksomhedens økonomi, f.eks. årsregnskab, forventninger til årets resultat, ligesom ændringer virksomheden, f.eks. udskiftninger i ledelsen, også skal meddeles Fondsbørsen.
I forhold til aktieselskaber generelt gælder for børsnoterede aktieselskaber en udvidet forpligtelse til at oplyse om virksomhedens økonomiske stilling. Den øgede oplysning sker i form af fondsbørsmeddelelserne, men kan også ske ved direkte henvendelse til aktionærerne.